# Flash (Achterbahn)
Flash (chinesisch: 闪电) in Lewa Adventure (Xianyang, Shaanxi, Volksrepublik China) ist eine Stahlachterbahn vom Modell Hypercoaster des Herstellers Mack Rides, die am 1. Januar 2016 eröffnet wurde.
Die 1273 m lange Strecke erreicht eine Höhe von 61 m und besitzt eine 58 m hohe erste Abfahrt. Mit einer Höchstgeschwindigkeit von 115 km/h ist sie zurzeit (Stand: Juli 2024) die neuntschnellste Achterbahn Chinas. Außerdem verfügt die Bahn über zwei Inversionen: einen Looping und eine Zero-g-Roll. Der Looping ist mit 52 Metern (171 Fuß) der höchste der Welt.
2018 eröffnete im türkischen Land of Legends Theme Park unter dem Namen Hyper Coaster eine baugleiche Anlage.

## Züge
Flash besitzt zwei Züge mit jeweils sechs Wagen. In jedem Wagen können vier Personen (zwei Reihen à zwei Personen) Platz nehmen.